# نظام معلومات تنفيذي

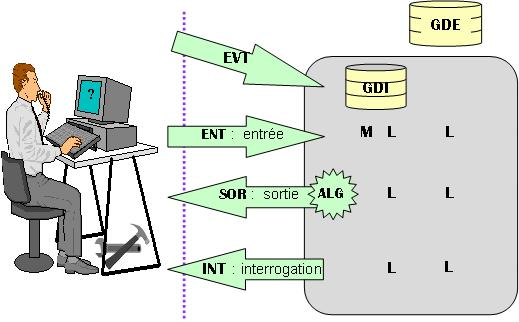

يعد نظام المعلومات التنفيذي ( EIS ) ، المعروف أيضًا باسم نظام الدعم التنفيذي ( ESS ) ،  نوعًا من نظام الدعم الإداري الذي يسهل ويدعم المعلومات التنفيذية العليا واحتياجات اتخاذ القرار . يوفر سهولة الوصول إلى المعلومات الداخلية والخارجية ذات الصلة بالأهداف التنظيمية . يعتبر عادةً شكلاً متخصصًا لنظام دعم القرار (DSS).
تؤكد EIS على العروض الرسومية وواجهات المستخدم سهلة الاستخدام . أنها توفر التقارير وقوية الحفر أسفل قدرات. بشكل عام، تعد EIS عبارة عن DSS على مستوى المؤسسة والتي تساعد المديرين التنفيذيين من المستوى الأعلى على تحليل ومقارنة وتسليط الضوء على الاتجاهات في المتغيرات المهمة حتى يتمكنوا من مراقبة الأداء وتحديد الفرص والمشاكل. تتقارب تقنيات EIS وتخزين البيانات في السوق.
في السنوات الأخيرة، فقد مصطلح EIS شعبيته لصالح ذكاء الأعمال (مع المجالات الفرعية للتقارير والتحليلات ولوحات المعلومات الرقمية ).

## المكونات
يمكن تصنيف مكونات EIS عادةً على أنها:
- المعدات
- البرمجيات
- واجهة المستخدم
- الاتصالات السلكية واللاسلكية

### المعدات
عند الحديث عن أجهزة الكمبيوتر لبيئة EIS ، يجب أن نركز على الأجهزة التي تلبي احتياجات السلطة التنفيذية. يجب وضع المسؤول التنفيذي أولاً ويجب تحديد احتياجات المسؤول التنفيذي قبل تحديد الجهاز. تتضمن المكونات الأساسية اللازمة لنظام EIS النموذجي أربعة مكونات:
1. أجهزة إدخال البيانات الإدخال. تتيح هذه الأجهزة للسلطة التنفيذية إدخال البيانات والتحقق منها وتحديثها على الفور
2. وحدة المعالجة المركزية ( CPU ) ، وهي الأكثر أهمية لأنها تتحكم في مكونات نظام الكمبيوتر الأخرى
3. ملفات تخزين البيانات. يمكن للسلطة التنفيذية استخدام هذا الجزء لحفظ معلومات العمل المفيدة، ويساعد هذا الجزء أيضًا المدير التنفيذي في البحث عن معلومات العمل التاريخية بسهولة
4. أجهزة الإخراج، والتي توفر سجلاً مرئيًا أو دائمًا للسلطة التنفيذية للحفظ أو القراءة. يشير هذا الجهاز إلى جهاز الإخراج المرئي مثل الشاشة أو الطابعة

بالإضافة إلى ذلك، مع ظهور الشبكات المحلية ( LAN ) ، أصبحت العديد من منتجات EIS لمحطات العمل المتصلة بالشبكة متاحة. تتطلب هذه الأنظمة دعمًا أقل وأجهزة كمبيوتر أقل تكلفة. كما أنها تزيد من وصول معلومات EIS إلى المزيد من مستخدمي الشركة.
يعد اختيار البرنامج المناسب أمرًا حيويًا لنظام EIS الفعال.   لذلك، تعتبر مكونات البرنامج وكيفية دمج البيانات في نظام واحد مهمة. يتضمن نظام المعلومات البيئية النموذجي أربعة مكونات للبرنامج:
1. برامج التعامل مع النصوص - عادة ما تكون المستندات قائمة على النصوص
2. قاعدة البيانات — تساعد قواعد البيانات غير المتجانسة على مجموعة من أنظمة الكمبيوتر المفتوحة والمخصصة للبائعين المديرين التنفيذيين على الوصول إلى كل من البيانات الداخلية والخارجية
3. قاعدة الرسوم — يمكن أن تحول الرسومات أحجام النصوص والإحصائيات إلى معلومات مرئية للمديرين التنفيذيين. أنواع الرسوم البيانية النموذجية هي: مخططات السلاسل الزمنية، المخططات المبعثرة، الخرائط ، الرسوم المتحركة، المخططات المتسلسلة، الرسوم البيانية الموجهة نحو المقارنة (مثال، المخططات الشريطية )
4. أساس النموذج — تحتوي نماذج EIS على تحليلات إحصائية ومالية وغير ذلك من التحليلات الكمية والروتينية

### واجهة المستخدم
يجب أن تكون EIS فعالة لاسترداد البيانات ذات الصلة لصناع القرار، وبالتالي فإن واجهة المستخدم مهمة للغاية. يمكن أن تتوفر عدة أنواع من الواجهات لهيكل EIS ، مثل التقارير المجدولة والأسئلة / الإجابات وقائمة مدفوعة ولغة الأمر واللغة الطبيعية والإدخال / الإخراج.

## تطبيقات
تساعد EIS المديرين التنفيذيين في العثور على البيانات وفقًا لمعايير محددة من قبل المستخدم وتعزيز المعرفة والفهم المستندين إلى المعلومات. بخلاف العرض التقديمي لنظام المعلومات الإدارية ، يمكن لـ EIS التمييز بين البيانات الحيوية والنادرة الاستخدام، وتتبع الأنشطة الهامة الرئيسية المختلفة للمديرين التنفيذيين، وكلاهما مفيد في تقييم ما إذا كانت الشركة تحقق أهدافها المؤسسية. بعد إدراك مزاياها، قام الأشخاص بتطبيق EIS في العديد من المجالات، وخاصة في مجالات التصنيع والتسويق والتمويل.

### تصنيع
التصنيع هو تحويل المواد الخام إلى سلع تامة الصنع للبيع، أو عمليات وسيطة تنطوي على إنتاج أو الانتهاء من شبه المصنوعات. إنه فرع كبير للصناعة والإنتاج الثانوي. يركز التحكم التشغيلي في التصنيع على العمليات اليومية، والفكرة المركزية لهذه العملية هي الفعالية.

### تسويق
في مؤسسة التسويق واجب التنفيذيين تدير الموارد والتسويق المتاحة لخلق مستقبل أكثر فعالية. لهذا، يحتاجون إلى إصدار أحكام بشأن مخاطر المشروع وعدم اليقين وتأثيره على الشركة على المدى القصير والطويل. لمساعدة المديرين التنفيذيين للتسويق في اتخاذ قرارات تسويقية فعالة، يمكن تطبيق EIS. يوفر EIS تنبؤات المبيعات، والتي يمكن أن تسمح لمدير السوق بمقارنة توقعات المبيعات مع المبيعات السابقة. تقدم EIS أيضًا نهجًا لسعر المنتج، والذي يوجد في تحليل المشروع. يمكن أن يقوم المسؤول التنفيذي في السوق بتقييم الأسعار من حيث علاقتها بالمنافسة إلى جانب العلاقة بين جودة المنتج والسعر المشحون. باختصار، تتيح حزمة برامج EIS للمديرين التنفيذيين للتسويق معالجة البيانات من خلال البحث عن الاتجاهات، وإجراء عمليات تدقيق لبيانات المبيعات، وحساب الإجماليات أو المعدلات أو التغييرات أو الفروق أو النسب.

### الأمور المالية
التحليل المالي هو واحد من أهم الخطوات للشركات اليوم. يحتاج المسؤولون التنفيذيون إلى استخدام النسب المالية وتحليل التدفقات النقدية لتقدير الاتجاهات واتخاذ قرارات بشأن استثمار رأس المال. يدمج نظام المعلومات البيئية التخطيط أو الميزانية مع التحكم في تقارير الأداء، وقد يكون من المفيد للغاية تمويل المديرين التنفيذيين. يركز نظام المعلومات البيئية على مساءلة الأداء المالي، ويدرك أهمية معايير التكلفة والميزنة المرنة في تطوير جودة المعلومات المقدمة لجميع المستويات التنفيذية.

## المميزات والعيوب

### مزايا EIS
- من السهل على المديرين التنفيذيين من المستوى الأعلى استخدام تجربة كمبيوتر واسعة النطاق ليست مطلوبة في العمليات
- يوفر قدرات تنقل قوية لتحليل المعلومات المقدمة بشكل أفضل.
- المعلومات المقدمة يتم فهمها بشكل أفضل
- يوفر EIS تسليم المعلومات في الوقت المناسب. يمكن للإدارة اتخاذ القرارات على الفور.
- يحسن تتبع المعلومات
- يوفر الكفاءة لصناع القرار

### عيوب EIS
- يعتمد النظام
- وظائف محدودة، حسب التصميم
- الحمل الزائد للمعلومات لبعض المديرين
- فوائد يصعب قياسها
- ارتفاع تكاليف التنفيذ
- قد يصبح النظام بطيئًا، كبيرًا، ويصعب إدارته
- تحتاج عمليات داخلية جيدة لإدارة البيانات
- قد يؤدي إلى بيانات أقل موثوقية وأقل أمانًا
- التكلفة المفرطة للشركة الصغيرة

## الاتجاهات المستقبلية
لا يرتبط مستقبل Banu بأنظمة الكمبيوتر المركزية. هذا الاتجاه المديرين التنفيذيين خالية من تعلم أنظمة تشغيل الكمبيوتر المختلفة، ويقلل إلى حد كبير تكاليف التنفيذ. نظرًا لأن هذا الاتجاه يشمل استخدام تطبيقات البرامج الحالية، لا يحتاج المسؤولون التنفيذيون إلى تعلم لغة جديدة أو خاصة لحزمة EIS.

## روابط خارجية
- تطوير واستخدام نظم المعلومات التنفيذية